# Felix Hoffmann (Basketballspieler)
Felix Hoffmann (* 11. Juli 1989 in Würzburg) ist ein ehemaliger deutscher Basketballspieler. Er bestritt insgesamt 220 Spiele in der Bundesliga.

## Laufbahn
Hoffmann spielte als Jugendlicher bei DJK Würzburg und SC Heuchelhof, ab der Saison 2007/08 dann für die damaligen SCH Würzburg Baskets in der ersten Regionalliga. Zwischen 2008 und 2011 trug er das Hemd des TSV Breitengüßbach in der 2. Bundesliga ProB, ehe er nach Würzburg zurückkehrte und den SC Heuchelhof in der zweiten Regionalliga verstärkte. Nach einem Zwischenhalt in der 2. Bundesliga ProA in Gotha war er in der Saison 2015/16 Leistungsträger der TG Würzburg in der 2. Bundesliga ProB. Die Truppe dient den s.Oliver Baskets als Nachwuchsfördermannschaft.
Im Vorfeld des Spieljahres 2016/17 fand Hoffmann Aufnahme ins Würzburger Bundesliga-Aufgebot, um den verletzten Sebastian Betz zu ersetzen. Im Dezember 2016 wurde entschieden, Hoffmann im Erstliga-Kader zu belassen. Im April 2017 wurde sein Vertrag bis 2019 verlängert. Im Mai 2019 wurde sein Vertrag wieder um zwei Jahre verlängert. Ebenso wurde im Mai 2021 sein Vertrag erneut um zwei Jahre bis 2023 verlängert. Im April 2024 kündigte Hoffmann an, seine Spielerlaufbahn mit dem Abschluss der Saison 2023/24 zu beenden. Er war zu diesem Zeitpunkt Spielführer der Würzburger Mannschaft.